# NGC 2766
NGC 2766 ist eine Spiralgalaxie vom Hubble-Typ Sab im Sternbild Krebs auf der Ekliptik. Sie ist schätzungsweise 185 Millionen Lichtjahre von der Milchstraße entfernt und hat einen Durchmesser von etwa 80.000 Lichtjahren. 
Das Objekt wurde am 22. März 1884 von Edouard Stephan entdeckt.